# Anja Selbach
Anja Selbach, auch Anja Huber Selbach, (* 20. Mai 1983 als Anja Huber in Berchtesgaden) ist eine ehemalige deutsche Skeletonpilotin, die für den RC Berchtesgaden startete.

## Werdegang
Die diplomierte Sportmanagerin Anja Huber begann 1989 zunächst mit dem Rennrodeln, war etwa 2001 Siebte der Deutschen Meisterschaften und Zweite hinter Corinna Martini in der Gesamtwertung des Junioren-Weltcups 2000/01, wechselte jedoch 2003 zum Skeleton. Nachdem sie als eine der größten Hoffnungen im deutschen Skeletonsport galt, konnte sich im Laufe ihrer Karriere in der Weltspitze etablieren. Im Juniorenbereich wurde sie einmal deutsche Meisterin und Dritte bei den Weltmeisterschaften. Ihren internationalen Durchbruch hatte sie in der Saison 2005/06.
Nach dem Gewinn des Gesamteuropacups in der Saison 2004/05 (Siege in Königssee und Altenberg sowie Zweite in Innsbruck) startete Huber im Weltcup. 2005 wurde Huber Skeleton-Startweltmeisterin. In der Saison 2005/06 erreichte sie einen zweiten Platz in Königssee. Schon bei ihrem Debüt in Igls wurde sie Fünfte. Bei den Europameisterschaften 2006 wurde sie Vierte; bei den deutschen Meisterschaften 2006 Zweite hinter Kerstin Jürgens. Bei den Olympischen Winterspielen 2006 in Turin erreichte Huber einen achten Platz. Probleme gab es im Vorfeld, als der Bob- und Schlittenverband für Deutschland (BSD) die damals amtierende Europameisterin Kerstin Jürgens nominieren wollte, obwohl Huber im entscheidenden Qualifikationsrennen, dem letzten vorolympischen Weltcup in Altenberg, auf dem siebten, ihre Konkurrentin Jürgens jedoch nur auf dem zehnten Rang einkam. Jürgens hatte Probleme beim Start, weshalb der Generalsekretär des BSD, Stefan Krauße, Jürgens mit der Begründung nominierte: „Man kann Olympia nicht von einem Start-Missgeschick abhängig machen. Jürgens ist eine Medaillen-Kandidatin“. Am folgenden Tag wurde diese Entscheidung jedoch zugunsten Hubers revidiert.
In der folgenden Saison gewann sie den letzten Weltcup vor der Weltmeisterschaft in Igls vor Katie Uhlaender. Mit dem Ergebnis bei ihrem ersten Weltcupeinsatz der Saison sicherte sie nicht nur dem BSD einen dritten Startplatz, sondern auch einen Startplatz für sich selbst. Auch das letzte Rennen der Saison gewann Huber in Königssee und wurde Achte der Gesamtwertung. Gleichzeitig wurde sie damit Europameisterin 2007 und konnte damit ihren ersten internationalen Titel erringen. 2007/08 fuhr Huber ihre erste komplette Weltcup-Saison. Beste Ergebnisse waren zwei zweite Plätze in Cesana Pariol und Winterberg. In der Gesamtwertung wurde sie Fünfte. Beim Rennen in Cesana verteidigte sie ihren Titel als Europameisterin und gewann damit als erste Skeletonpilotin den Titel zum zweiten Mal. Auch bei den Deutschen Meisterschaften siegte Huber sowohl 2007 als auch 2008. Bei der Skeleton-Weltmeisterschaft 2008 in Altenberg gewann sie sowohl im Damen-Einzel als auch im Teamwettbewerb Gold. Besonders gut verlief Hubers Einstand in den Skeleton-Weltcup 2008/09. In Winterberg, Altenberg und Königssee gewann die Bayerin drei der ersten vier Rennen der Saison. In der Gesamtwertung belegte sie den vierten Rang.

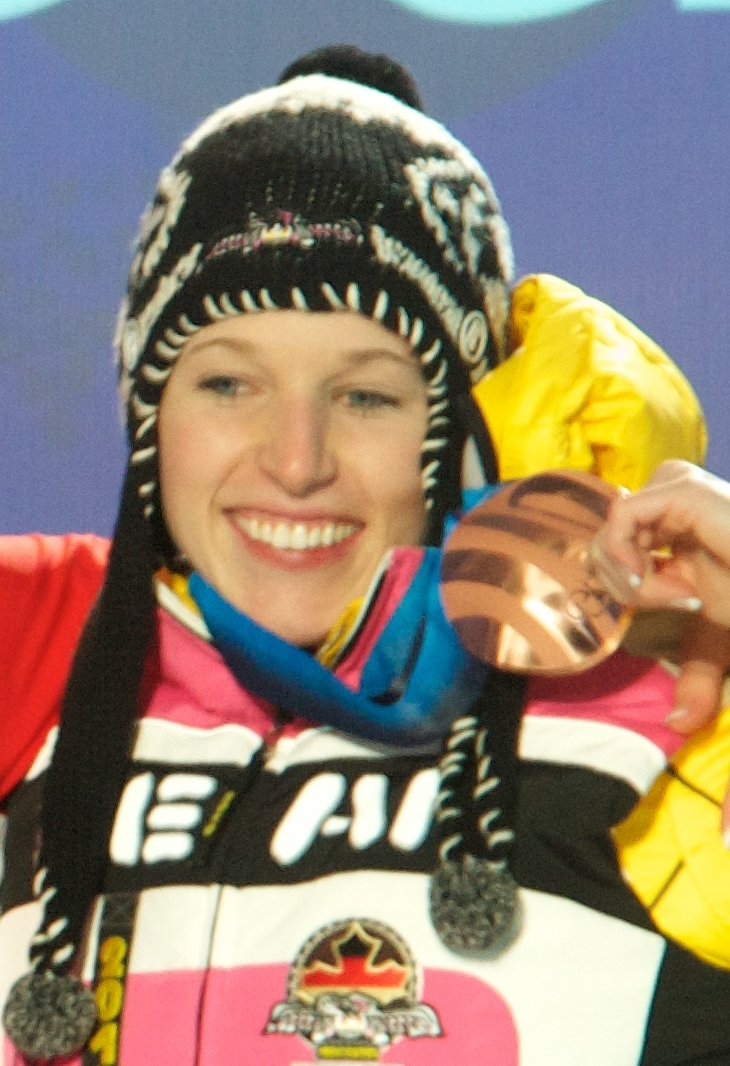
Huber bei der Siegerehrung bei den Olympischen Spielen 2010

Ein schwieriges Jahr wurde für Huber die Olympiasaison 2009/10. Zunächst startete sie mit einem Sieg in Park City in die Weltcup-Saison, verletzte sich dann aber und musste zwei Rennen aussetzen. Nach einem schwächeren Rennen in Winterberg kam sie jedoch schnell wieder zurück in die Weltspitze. Um dem deutschen Frauenteam einen dritten Startplatz für die Olympischen Winterspiele 2010 zu sichern, nahm sie auch an zwei Rennen des Intercontinentalcups in Calgary teil. Beide Rennen gewann sie überlegen und somit konnte das deutsche NOK drei Starterinnen entsenden. Zum Ende gewann sie in Igls nochmals ein Rennen und zugleich die Skeleton-Europameisterschaft 2010. Nachdem die Nominierung für die Olympischen Spiele mit drei Starterinnen diesmal problemlos war, zeigten sie sich auch beim Rennen gewohnt stark. Am 19. Februar 2010 gewann Huber hinter Amy Williams und Kerstin Szymkowiak bei den Olympischen Spielen in Vancouver Bronze. Dabei konnte sie sich mit der zweitbesten Laufzeit im entscheidenden vierten Lauf noch von Rang fünf nach vorn schieben. Hubers und Szymkowiaks Medaillen waren die ersten olympischen Medaillen für deutsche Skeletonis.
Für diesen Gewinn erhielt Anja Seelbach (damals noch unter dem Geburtsnamen Anja Huber) das Silberne Lorbeerblatt.
In der Saison 2010/11 stand sie in acht Weltcuprennen immer auf dem Podest, gewann vier Rennen und holte sich den Sieg in der Gesamtwertung. Bei der Skeleton-Europameisterschaft 2011 gewann sie Silber. Gleich zweimal Silber im Einzel und mit der Mannschaft gewann sie bei der Weltmeisterschaft in Königssee. Zudem gewann sie an gleicher Stelle ihren dritten Titel bei deutschen Meisterschaften. Den Weltcup 2011/12 beendete Huber auf dem dritten Platz der Gesamtwertung hinter Shelley Rudman und Marion Thees, nachdem sie zweimal auf dem Podest gestanden hatte. Gleichzeitig mit ihrem einzigen Saisonsieg wurde sie in Altenberg Europameisterin 2012. Bei der WM 2012 in Lake Placid wurde sie im Einzel Achte und im Mannschaftswettbewerb mit dem Team Deutschland II Fünfte.
Im Winter 2012/13 fuhr Anja Huber in allen neun Saisonrennen unter die besten acht, stand dabei viermal auf dem Podest und belegte im Endklassement den zweiten Rang hinter Marion Thees. Bei der EM 2013 in Igls wurde sie zeitgleich mit Olga Potylizyna Dritte. Die WM 2013 in St. Moritz beendete sie im Einzel auf dem 17. und mit der Mannschaft Deutschland II auf dem vierten Rang. In Altenberg gewann sie ihren vierten deutschen Meistertitel. Im Weltcup 2013/14 schaffte Huber einmal den Sprung auf das Podest und wurde Fünfte in der Gesamtwertung. Bei der Europameisterschaft in Königssee gewann sie erneut die Bronzemedaille, dieses Mal zeitgleich mit Sophia Griebel. Außerdem verteidigte sie ihren Titel aus dem Vorjahr und wurde in Königssee zum fünften Mal deutsche Meisterin. Bei den für den BSD enttäuschenden Olympischen Spielen 2014 in Sotschi wurde sie als beste Deutsche Achte.
Im Juli 2014 heiratete sie David Selbach, den Cheftrainer der deutschen Snowboard-Freestyle-Mannschaft. Im Weltcup 2014/15 erreichte sie mit Rang 2 in Königssee und Rang 3 im letzten Saisonrennen in Sotschi zwei Podestplätze und belegte in den übrigen sechs Rennen Platzierungen zwischen 7 und 10. In der Gesamtwertung belegte sie damit den vierten Platz. Bei der anschließenden Weltmeisterschaft in Winterberg gewann sie mit dem Team Deutschland II die Silbermedaille. Nach dem Einzelwettbewerb, den sie auf Rang 14 abschloss, beendete sie ihre Karriere.
Ab April 2015 wurde Selbach Trainerin des Skeleton-Nachwuchses am BSD-Stützpunkt in Berchtesgaden.